# گی برویه
گی برویه (به فرانسوی: Guy Berruyer) (زاده ۲۱ اوت ۱۹۵۱) کارآفرین، بازرگان و مدیر اجرایی فرانسوی است، که در حال حاضر به‌عنوان مدیر عامل اجرایی گروه سیج فعالیت می‌کند.